# Tolko
Tolko (niem. Tolks) – osada w Polsce położona w województwie warmińsko-mazurskim, w powiecie bartoszyckim, w gminie Bartoszyce, przy drodze wojewódzkiej nr 512, w odległości ok. 9 km od najbliższego miasta Bartoszyc. W latach 1975–1998 miejscowość administracyjnie należała do województwa olsztyńskiego.

## Historia
Wieś założona w XIV w. W XIV w. wieś była służebnym majątkiem rycerskim. Od XVI do XIX była siedzibą rodową rodziny von Tettau. W 1889 majątek ziemski Tolko, wraz z podległymi folwarkami: Cegielnia, Kiersity, Kurek, Młynisko, Spurławki i Wyręba, zajmował obszar 1264 ha.
W 1935 r. w szkole zatrudniony był jeden nauczyciel i uczyło się 45 dzieci. W 1939 we wsi było 495 mieszkańców. W 1983 r. we wsi funkcjonował PGR, znajdowało się 21 budynków mieszkalnych z 352 osobami. W tym czasie we wsi była jednoizbowa szkoła podstawowa, realizująca program czterech klas szkoły podstawowej. Była też świetlica, klub, punkt biblioteczny, sala kinowa na 50 miejsc, tartak.

## Zabytki
Do wojewódzkiego rejestru zabytków wpisane są obiekty:
- zespół pałacowy, XVIII–XIX: 
  - pałac rodu von Tettau, wybudowany w stylu barokowym z końca XVII w., na planie prostokąta z dwoma ryzalitami. Nad wejściem kartusz herbowy. Boczne przybudówki pochodzą z XIX w. Po 1945 r. pałac był użytkowany przez PGR. Gruntownie był odrestaurowany w latach 1983–1987.
  - park krajobrazowy

Poza pałacem do zabytków zaliczyć można spichlerz murowany z XIX w., wybudowany na planie prostokąta, w części konstrukcji ryglowej, z dachem z półszczytami.

## Ludzie związani z miejscowością
- Piotr z Tolka, jeden z działaczy antykrzyżackich Związku Pruskiego.
- Georg von Tettau, ur. w 1837 – zm. w 1930, feldmarszałek Królestwa Prus i komtura Zakonu Joannitów. Jego herb z krzyżami maltańskimi znajduje się do dzisiaj nad głównym wejściem do pałacu.